# Sarnowo (województwo mazowieckie)
Sarnowo – wieś w Polsce położona w województwie mazowieckim, w powiecie żuromińskim, w gminie Kuczbork-Osada. Ma status sołectwa.
W latach 1975–1998 miejscowość położona była w województwie ciechanowskim.
Obok miejscowości przepływa Przylepnica, dopływ Mławki.

## Historia
Na skraju wsi, na prawym brzegu rzeki znajduje się ziemny kopiec będący pozostałością po istniejącym tu obiekcie obronnym. W 1367 r. król Kazimierz III Wielki wydał w Płocku Piotrowi Śwince i jego synowi prawo dziedziczenia Sarnowa, o czym wspomina również Jan Długosz. Zapewne Świnkowie wznieśli tu zamek, bowiem w II połowie XIX wieku, jak podaje Bronisław Chlebowski, w ogrodzie dworskim znajdowały się jeszcze ślady wałów i nasypów. Sarnowo było ośrodkiem klucza majątkowego mazowieckiej gałęzi rodu Świnków, których przedstawiciele wznieśli w latach 70. XIV wieku zamek w Sadłowie, a sami od nazwy pobliskiej wsi Zielona zmienili nazwisko na Zielińscy.
Miejsce wzniesienia rezydencji oraz ukształtowanie terenu zdaje się sugerować, że miała ona regularny kształt zbliżony do czworokąta. Jednak z powodu nie zachowania się obiektu obecnie trudno ustalić jego wygląd. W 1478 roku Janusz II, książę mazowiecki, polecił wypłacić pewną kwotę pieniędzy na przebudowę zamku rycerskiego w Sarnowie.
Na przełomie XV i XVI wieku w obrębie drewnianych zabudowań wzniesiony został murowany dom główny. W Metryce Koronnej z XVI w. znajduje się taki opis: "In Sarnovo est fortalitium in qua domus dicta Slupp cum celario quod vocatur Thesaurus et anterior pons Castelli alias przigródek" (W Sarnowie jest fortalicja, w której wieża mieszkalna zwana słupem z piwnicą nazywaną skarbcem i częścią zewnętrzną za mostem zwaną przygródkiem). Całość otaczała szeroka nawodniona fosa, zaś pierwotnie wszystkie zabudowania były drewniane i prawdopodobnie całość była otoczona drewnianym parkanem. Późniejsze wieki przyniosły upadek tego niewielkiego rycerskiego zameczku.
Obecnie można oglądać zarysy fundamentów na południowym brzegu rzeki, na sztucznym wzgórzu wysokości około 5–6 m ponad otaczające je bagnisko z górną platformą o wymiarach 20 na 24 metry. Znajdowano tu gruz ceglany i kamienie. Dojście do obiektu przez teren prywatny. Istnieją plany pokazania obiektu, m.in. budowa przejścia przez fosę i oczyszczenie wałów z krzaków.

## Religia
Parafia rzymskokatolicka pw. św. Józefa w Sarnowie należąca do dekanatu żuromińskiego.